# Simon Bammens
Simon Bammens (Genk, 16 mei 1998) is een Belgisch voetballer die vanaf januari 2023 tot het seizoen 2024-2025 uitkwam voor Patro Eisden Maasmechelen. Daarna verkaste hij naar FK Pardubice.

## Clubcarrière
Bammens werd in 2016 door Olympia Wijgmaal weggeplukt bij de jeugd van KRC Genk, dat hem al op jonge leeftijd had weggeplukt bij CS Mechelen-aan-de-Maas. In Wijgmaal kon hij het voetbal combineren met zijn universitaire studies Burgerlijk ingenieur aan de KU Leuven. Na twee seizoenen in Tweede klasse amateurs versierde Bammens in 2018 een transfer naar KVC Westerlo, waar hij een tweejarig profcontract ondertekende. In januari 2019 leende de club hem voor de rest van het seizoen uit aan KVV Thes Sport Tessenderlo, dat in de zomer van 2018 ook al interesse in hem had getoond. Trainer Bart Vanhoudt was geen onbekende voor Bammens: beide heren hadden al eens samengewerkt bij Wijgmaal. In de zomer van 2019 werd het huurcontract van Bammens met een jaar verlengd.
Toen Bammens na zijn tweede uitleenbeurt aan Thes Sport einde contract was bij Westerlo, maakte hij definitief de overstap naar de club uit Eerste klasse amateurs. Hij speelde nog anderhalf seizoen voor de club en maakte in januari 2023 de overstap naar reeksgenoot Patro Eisden Maasmechelen, waarmee hij na een half seizoen al naar Eerste klasse B promoveerde. In het eerste seizoen met Patro in de eerste klasse B schipperde hij tussen een plek in de basis en de invallersbank. Vanaf het seizoen 2024/25 werd Bammens door coach Stijn Stijnen in een meer aanvallende positie uitgespeeld. Met zijn kopbalsterkte werd hij zo een belangrijke speler in de basiself van de Limburgse club.
1 Geladé ·
3 Kis ·
4 Borry ·
5 Olivier ·
6 Dijkhuizen ·
7 Van Eenoo ·
8 Peeters ·
11 Dansoko ·
12 Belin ·
14 Renson  ·
17 Che ·
18 Kenne ·
20 Wilmots ·
26 Kempeneers ·
27 Vreys ·
29 Pietermaat ·
30 Bammens ·
37 Francisco ·
40 Simba ·
45 Ndior ·
48 Abid ·
52 Sarfo ·
81 Mabanza ·
90 Kiankaulua ·
99 Van Landschoot ·
Coach: Stijnen